# Mala Slevica
Mala Slevica – wieś w Słowenii, w gminie Velike Lašče. W 2018 roku liczyła 189 mieszkańców.